# Be Yo' Self
Albums de Big Syke
Big Syke Daddy
(2001)
Be Yo' Self est le premier album studio de Big Syke, sorti le 15 octobre 1996.

## Liste des titres
| No  | Titre                                                                                      | Contient un (des) sample(s) de                            | Durée |
| --- | ------------------------------------------------------------------------------------------ | --------------------------------------------------------- | ----- |
| 1.  | Highdollaz (featuring Knight Owl – Produit par Big Syke et Johnny « J »)                   | More Bounce to the Ounce de Zapp                          | 3:31  |
| 2.  | Ain't No Love (featuring Mopreme Shakur et G-Money – Produit par Big Syke et Johnny « J ») | Make Me Say It Again Girl (Part 1 & 2) des Isley Brothers | 4:10  |
| 3.  | Good Timez (Produit par Johnny « J »)                                                      |                                                           | 4:02  |
| 4.  | Big Syke Daddy (You'll Like It) (Produit par Johnny « J » et Nate Fox)                     |                                                           | 4:28  |
| 5.  | Satellite Niggaz (featuring Above the Law – Produit par Johnny « J »)                      | Slip Away de Deniece Williams                             | 3:54  |
| 6.  | Be Yo' Self (Produit par Johnny « J »)                                                     |                                                           | 5:13  |
| 7.  | On My Way Out (Produit par Johnny « J »)                                                   | Hollywood de Rick James                                   | 4:18  |
| 8.  | Wasted Talent (featuring Mac Mall – Produit par Big Syke)                                  |                                                           | 3:49  |
| 9.  | Why? (Produit par Johnny « J »)                                                            |                                                           | 4:22  |
| 10. | At Your Convenience (Produit par Big Syke)                                                 |                                                           | 4:27  |
| 11. | Enjoy N Life (Produit par Johnny « J »)                                                    | For Those Who Like to Groove de Raydio et Ray Parker, Jr. | 3:49  |
| 12. | Till The End (featuring Da Strugglaz – Produit par Johnny « J »)                           | Children of the Night des Jones Girls                     | 3:57  |
| 13. | Taken for Granted (Produit par Johnny « J »)                                               | Been So Long d'Anita Baker                                | 4:27  |